# Janusz Bujak (duchowny)
Janusz Bujak (ur. 21 sierpnia 1967 w Wejherowie) – polski duchowny, teolog, ekumenista, wykładowca na Wyższym Seminarium Duchownym w Koszalinie, autor licznych książek.
W roku 2008 uzyskał stopień naukowy doktora habilitowanego nauk teologicznych na Wydziale Teologii w KUL-u.
Uważa, że eucharystia nie jest dla protestantów sakramentem, a Marcin Luter zbudował swój Kościół na czterech sola. Dariusz Bruncz zarzucił mu nieuczciwość intelektualną, brak rzetelności, brak zrozumienia dla luteranizmu, a ekumeniści tacy jak Bujak wykazują brak warsztatowego przygotowania do dialogu ekumenicznego.

## Publikacje
- Ministero ordinato, la collegialità/conciliarità e il primato del vescovo di Roma nei documenti della Commissione Mista Internazionale del dialogo cattolico-ortodosso, Roma 1999
- Człowiek jako imago Dei. Wokół antropologicznych treści w wybranych dokumentach dialogów doktrynalnych, Szczecin 2007
- Jedność na nowo odkrywana. Dialog katolicko-prawosławny w latach 1958-2000, seria: Studia i Materiały Wydziału Teologicznego UAM, Poznań 2001
- Prymat Biskupa Rzymu w świetle katolicko – prawosławnego dialogu ekumenicznego, US Rozprawy i Studia t. (DCXCVII) 623, Szczecin 2007
- „Aby byli jedno” (J 17,23). Wprowadzenie do zagadnień ekumenicznych, Szczecin 2009
- „On jest obrazem Boga niewidzialnego”(Kol 1,15) : wprowadzenie do chrystologii, Szczecin 2011
- Sobór Watykański II i jego reformy w świetle hermeneutyki ciągłości Benedykta XVI, Szczecin 2013
- „Mężczyzną i niewiastą stworzył ich”? Współczesny feminizm w poszukiwaniu tożsamości kobiety, Szczecin 2014
- Dialog katolicko-prawosławny w latach 2005–2015, Szczecin 2016